# Renesansna umjetnost
Renesansna umjetnost (1350. – 1620.), skup je umjetničkih pravaca, djela i estetike koje obuhvaća slikarstvo, kiparstvo i arhitekturu, glazbu i književnost razdoblja europske povijesti poznatog kao renesansa, koja se pojavila kao poseban stil u Italiji oko 1400. godine, usporedno s razvojem koji se dogodio u filozofiji, književnosti, glazbi, znanosti i tehnologiji. Renesansna umjetnost uzela je kao temelj umjetnost klasične antike, koja se smatra najplemenitijom od drevnih tradicija, pretvarajući tu tradiciju zbivanjima u umjetnosti sjeverne Europe i primjenom znanstvenih spoznaja. Zajedno s renesansnom humanističkom filozofijom proširila se Europom, zahvaćajući i umjetnike i njihove mecene razvojem novih tehnika i novog umjetničkog senzibiliteta. Za povjesničare umjetnosti renesansna umjetnost označava prijelaz Europe iz srednjovjekovnog razdoblja u rani novi vijek.
Nastala je tijekom 14., 15. i 16. stoljeća u Europi pod zbirnim utjecajima povećane svijesti o prirodi, oživljavanja klasičnih učenja, te više individualističkim pogledom na čovjeka. Ipak, renesansa nije označila nagli raskid sa srednjovjekovnim vrijednostima, kao što predlaže francuska riječ „renaissance”, koja doslovno znači "ponovno rođenje". U mnogim dijelovima Europe umjetnost rane renesanse razvijala se usporedno s umjetnošću kasnog srednjeg vijeka.
Mnogi utjecaji na razvoj „renesansnog čovjeka” u ranom 15. stoljeću pripisuju se pojavi renesansne umjetnosti; isti kao i oni koji su utjecali na filozofiju, književnost, arhitekturu, teologiju, znanost, politiku i druge aspekte društva. Znanstvenici renesansnog razdoblja usredotočili su se na zemaljski život i načine njegova poboljšanja. Koncept obrazovanja također je proširio svoj raspon i više se fokusirao na nastanak „idealnog čovjeka” koji bi dobro razumio umjetnost, glazbu, poeziju i književnost i imao sposobnost cijeniti te aspekte života.
U području Firence u ranom 15. stoljeću pojedinci umjetničkog genija, ponajviš: Masaccio, Filippo Brunelleschi, Lorenzo Ghiberti, Piero della Francesca, Donatello i Michelozzo, oblikovali su etos iz kojeg su potekli veliki majstori visoke renesanse, kao što su i podržavali i poticali mnoge manje umjetnika na ostvarenje djela izvanredne kvalitete.

## Galerija
- Sandro Botticelli: Rođenje Venere
- Piero della Francesca: Isusovo krštenje
- Michelangelo: Stvaranje Adama
- Nikola Božidarević: Triptih u kapeli obitelji Bundić (de Bonda) u dominikanskom samostanu u Dubrovniku